# Matthias Kaiser (Dramaturg)
Matthias Kaiser (* 1956 in Bremen) ist ein deutscher Dramaturg, Regisseur, Librettist und Operndirektor.

## Leben und Wirken
Matthias Kaiser absolvierte an der Hochschule für Musik und Theater Hamburg die Regieklasse von Götz Friedrich und legte 1982 ein Diplom als Musiktheater-Regisseur ab. Anschließend arbeitete er als Musikdramaturg und Referent für Öffentlichkeitsarbeit am Theater der Stadt Heidelberg. 1989 wurde er Dramaturg für Oper, Schauspiel und Ballett am Staatstheater Darmstadt.
Ab 1991 arbeitete Matthias Kaiser als Dramaturg, Referent und Regisseur am Musiktheater in Saarbrücken. Als Dramaturg war er für über 100 Produktionen verantwortlich und arbeitete als Autor und Dramaturg mit der Choreographin und Ballettleiterin Birgit Scherzer zusammen.
1998 wurde Kaiser Operndirektor am Saarländischen Staatstheater. Außerdem war er für die Komische Oper Berlin, das Aalto-Theater Essen, das Theater Chemnitz, die Städtischen Bühnen Dortmund und das BalletMet in Columbus, Ohio tätig. Als Librettist arbeitete er für die Deutsche Oper am Rhein, das Theater und die Philharmonie Essen, das BalletMet in Columbus, Ohio das Northern Ballet Theatre in Leeds. Von 2006 bis 2018 war er Operndirektor am Theater Ulm.